# إبراهيم صنوبر
إبراهيم صنوبر (1904-1995) هو تربوي ومؤلف فلسطيني، ولد في نابلس وتلقى تعليمه الإبتدائي في مدارسها، كما صدرت له رسالتان من مركز التوثيق والأبحاث في جامعة النجاح، الأولى للجامعيين العرب والاُخرى للعاملين العرب في ميدان التربية والتعليم.

## حياته المهنية
بدأ حياته المهنية كمعلم في بئر السبع عام 1920، ثم أكمل عمله في غزة والرملة وطبريا ثم عين مساعد مفتش معارف في مدينتي الجليل عام 1936 ثم القدس عام 1940، وعين مراقب عام لإدارة معارف فلسطين وبعد الوحدة مع شرقي الأردن عين مساعد وكيل وزارة المعارف في عمان بالفترة الواقعة بين 1959-1950، ثم عين عضو في مجلس الأعيان الأردني عام 1962، وفي عام 1967 تسلم رئاسة لجنة الإمتحانات التي تولت عقد إمتحانات الثانوية العامة وبقي فيها حتى استقال من عضوية مجلس أمناء جامعة النجاح إحتجاجاً على فرض الوصاية السياسية على الجامعة عام 1980.

## مؤلفاته
شارك في تأليف العديد من الكتب المدرسية وألف عدة كتب أهمها:
- من أحاديث رسول الله عليه السلام.[5]
- دليل المسلم.[7]
- بهذا يعرف الله ولهذا يعبد.
- صفحات من الذاكرة الفلسطينية - تذكرات إبراهيم صنوبر بإشراف علي الجرباوي عام 1992.[8][9][10]